# Silwija Skworzowa
Silwija Skworzowa (russisch Сильвия Скворцова, engl. Transkription Silviya Skvortsova; * 16. November 1974) ist eine russische Langstreckenläuferin, die sich auf den Marathon spezialisiert hat.
Ihren ersten internationalen Auftritt hatte sie bei den Halbmarathon-Weltmeisterschaften 1997 in Košice, bei der sie den 22. Rang belegte.
Bei den Halbmarathon-Weltmeisterschaften 2000 in Vilamoura kam sie auf den 30. Platz und 2001 wurde sie Fünfte beim Rock ’n’ Roll Marathon und Fünfte beim Twin Cities Marathon. Im Jahr darauf wurde sie Siebte beim London-Marathon und belegte bei den Halbmarathon-Weltmeisterschaften in Brüssel den 23. Platz.
Im Jahr 2003 gewann sie den Austin-Marathon und wurde Sechste beim Rock ’n’ Roll Marathon, 2004 wurde sie Siebte beim Los-Angeles-Marathon und Zweite beim Twin Cities Marathon.
2005 folgte einem Sieg beim Rom-Marathon ein dritter Platz beim Singapur-Marathon. 2006 wurde sie Zweite beim Nagano-Marathon, siegte beim San-José-Halbmarathon und wurde Elfte beim New-York-City-Marathon.
2007 gewann sie den Las-Vegas-Marathon, 2008 wurde sie Elfte in London und jeweils Zweite beim Twin Cities Marathon und in Singapur. In der darauffolgenden Saison wurde sie Dritte in Los Angeles, Zweite beim Berlin-Marathon und Zehnte bei den Halbmarathon-Weltmeisterschaften in Birmingham.
2010 wurde sie nach einem dritten Platz in Los Angeles Elfte beim Marathon der Leichtathletik-Europameisterschaften in Barcelona.

## Persönliche Bestzeiten
- 5000 m: 15:17,35 min, 4. Juli 1997, Sankt Petersburg
- 10.000 m: 32:21,89 min, 25. Juni 2004, Tula
- Halbmarathon: 1:09:17 h, 8. Oktober 2006, San José
- Marathon: 2:26:24 h, 20. September 2009, Berlin